# كارل ألفرد ماير
كارل ألفرد ماير هو عالم نفس وطبيب نفسي سويسري، ولد في 19 أبريل 1905 في شافهاوزن في سويسرا، وتوفي في 15 نوفمبر 1995 في سويسرا.